# 布莱尼昂
布莱尼昂（法語：Blaignan，法語發音：[blɛɲɑ̃]）是法国吉伦特省的一个旧市镇，属于莱斯帕尔梅多克区。2019年，布莱尼昂与市镇梅多克地区普里尼亚克合并为新市镇布莱尼昂-普里尼亚克，布莱尼昂为新市镇行政中心。

## 地理
布莱尼昂（45°19'20"N, 0°52'41"W）面积6.83 平方千米，位于法国新阿基坦大区吉倫特省，该省份为法国西南部沿海省份，是法國本土面积最大的省，北起滨海夏朗德省，西临大西洋，南至朗德省，东南接洛特-加龍省，东临多爾多涅省。
与布莱尼昂接壤的市镇（或旧市镇、城区）包括：库凯克、梅多克地区锡夫拉克、奥尔多纳克、梅多克地区普里尼亚克、圣伊藏德梅多克。
布莱尼昂的时区为UTC+01:00、UTC+02:00（夏令时）。

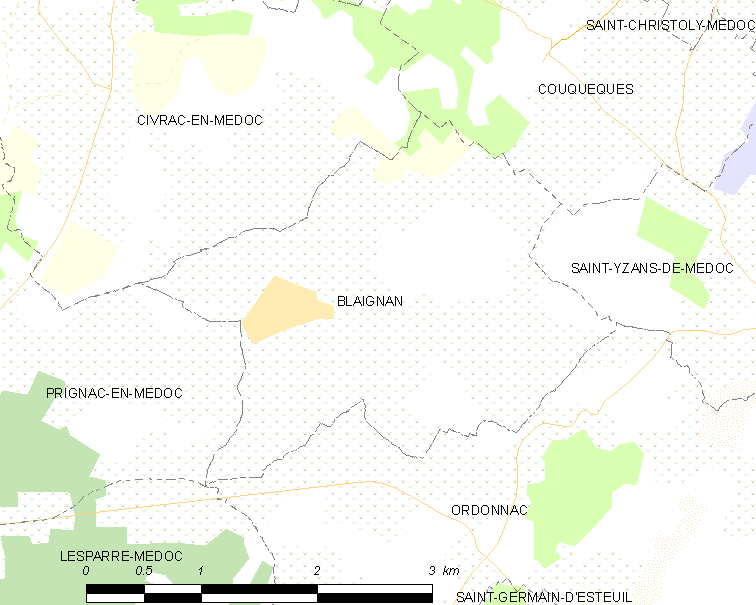
布莱尼昂的OSM定位图

## 行政
布莱尼昂的邮政编码为33340，INSEE市镇编码为33055。

## 政治
布莱尼昂所属的省级选区为北梅多克县。

## 人口

1962-2008年间布莱尼昂人口变化图示

布莱尼昂于2018年1月1日时的人口数量为466人。